# Yamamoto (Familienname)
Yamamoto (japanisch 山本 oder in selteneren Formen 山元, 山下 etc.) ist ein japanischer Familienname. Bei einer Erhebung im Jahr 2008 war er der neunthäufigste Familienname in Japan.

## Herkunft und Bedeutung
Yamamoto ist ein Wohnstättenname und geht in der häufigsten Schreibung 山本 auf die Bedeutung der Kanji 山 (dt. Berg) und 本 (dt. Ursprung oder Basis) zurück; er bezeichnete also Personen die auf einem Berg oder am Fuß eines Berges wohnten.

## Namensträger

### A
- Ai Otomo-Yamamoto (* 1982), japanische Volleyballspielerin
- Akiko Yamamoto, japanische Pianistin
- Ami Yamamoto (* 2002), japanische Leichtathletin

### B
- Yamamoto Baiitsu (1783–1856), japanischer Maler

### D
- Daiki Yamamoto (* 1992), japanischer Fußballspieler
- Donald Yamamoto (* 1953), US-amerikanischer Diplomat

### E
- Eiichi Yamamoto (1940–2021), japanischer Regisseur und Drehbuchautor
- Emi Yamamoto (* 1982), japanische Fußballspielerin
- Eri Yamamoto (* um 1970), japanische Jazzpianistin

### F
- Fujiko Yamamoto (* 1931), japanische Schauspielerin
- Fujio Yamamoto (* 1966), japanischer Fußballspieler
- Fumio Yamamoto (1962–2021), japanische Schriftstellerin

### G
- Gō Yamamoto (* 1995), japanischer Nordischer Kombinierer
- Yamamoto Gonnohyōe (1852–1933), japanischer Politiker

### H
- Hayata Yamamoto (* 2003), japanischer Fußballspieler
- Hideo Yamamoto (Kameramann) (* 1960), japanischer Kameramann
- Hideo Yamamoto (Zeichner) (* 1968), japanischer Mangazeichner
- Hideomi Yamamoto (* 1980), japanischer Fußballspieler
- Hikari Yamamoto (* 1995), japanische Tennisspielerin
- Hiro Yamamoto (* 1961), US-amerikanischer Bassist
- Hiroki Yamamoto (Fußballspieler) (* 1991), japanischer Fußballspieler
- Hiroki Yamamoto (Rugbyspieler) (* 1992), japanischer Rugby-Union-Spieler
- Hiromi Yamamoto (* 1970), japanische Eisschnellläuferin
- Hiromasa Yamamoto (* 1979), japanischer Fußballspieler
- Hiroshi Yamamoto (Leichtathlet) (* 1928), japanischer Mittelstreckenläufer
- Hiroshi Yamamoto (Politiker) (* 1954), japanischer Politiker (Kōmeitō)
- Hiroshi Yamamoto (Schriftsteller) (* 1956), japanischer Science-Fiction-Autor
- Hiroshi Yamamoto (Bogenschütze) (* 1962), japanischer Bogenschütze
- Hiroshi Yamamoto (Produzent), japanischer Produzent
- Hiroshi Yamamoto (Yakuza), Yakuza und Gründer von Ichiwa-kai
- Hiroto Yamamoto (* 1988), japanischer Fußballspieler
- Hiroyuki Yamamoto (Rennrollstuhlfahrer) (* 1966), japanischer Rennrollstuhlfahrer
- Hiroyuki Yamamoto (Komponist) (* 1967), japanischer Komponist
- Hiroyuki Yamamoto (Fußballspieler) (* 1979), japanischer Fußballspieler
- Hiroyuki Yamamoto (Marathonläufer) (* 1986), japanischer Marathonläufer
- Hisashi Yamamoto (* 1943), japanischer Chemiker
- Yamamoto Hokuzan (1752–1812), japanischer Konfuzianist
- Yamamoto Hōsui (1850–1906), japanischer Maler
- Hōzan Yamamoto (1937–2014), japanischer Shakuhachispieler und Komponist

### I
- Ichita Yamamoto (* 1958), japanischer Politiker
- Yamamoto Isoroku (1884–1943), japanischer Großadmiral
- Yamamoto Issei (1889–1959), japanischer Astronom

### J
- Yamamoto Jōtarō (1867–1936), japanischer Unternehmer und Politiker

### K
- Kai Yamamoto (* 2005), japanisch-US-amerikanischer Fußballspieler
- Kailer Yamamoto (* 1998), US-amerikanischer Eishockeyspieler
- Kaito Yamamoto (* 1985), japanischer Fußballspieler
- Yamamoto Kajirō (1902–1974), japanischer Filmregisseur
- Yamamoto Kakuma (1828–1892), japanischer Samurai, Erzieher, Politiker und Autor
- Yamamoto Kanae (Künstler) (1882–1946), japanischer Künstler
- Kanae Yamamoto (Politikerin) (* 1971), japanischer Politiker
- Kansai Yamamoto (1944–2020), japanischer Modedesigner
- Yamamoto Kansuke (~1493–1561), japanischer Feldherr
- Kaoru Yamamoto (* 1970), japanische Violinistin
- Katsumi Yamamoto (Rennfahrer) (* 1973), japanischer Rennfahrer
- Katsumi Yamamoto (Ruderer) (* 1946), japanischer Ruderer
- Kazuki Yamamoto (* 1986), japanischer Eishockeyspieler
- Keigo Yamamoto (1936–2025), japanischer Multimediakünstler
- Yamamoto Ken’ichi (Ingenieur) (1922–2017), japanischer Automobilingenieur und -manager
- Yamamoto Ken’ichi (Skilangläufer) (* 1922), japanischer Skilangläufer
- Ken’ichi Yamamoto (Yakuza) (1925–1982), japanisches Mitglied der Yamaguchi-gumi
- Ken’ichi Yamamoto (Autor) (1956–2014), japanischer Autor
- Ken’ichi Yamamoto (Kampfsportler) (* 1976), japanischer Mixed-Martial-Arts-Kämpfer
- Kenji Yamamoto (* 1965), japanischer Fußballspieler
- Yamamoto Kenkichi (1907–1988), japanischer Literaturwissenschaftler
- Yamamoto Kiyoshi (Agraringenieur) (1892–1963), japanischer Agrarwissenschaftler
- Kōhei Yamamoto (Radsportler) (* 1985), japanischer Radsportler
- Kōhei Yamamoto (Fußballspieler) (* 1986), japanischer Fußballspieler
- Kōhei Yamamoto (Schwimmer), japanischer Schwimmer
- Kōichi Yamamoto (1947–2023), japanischer Politiker
- Koji Yamamoto (Baseballspieler) (* 1946), japanischer Baseballspieler und  -trainer
- Koji Yamamoto (Schauspieler) (* 1976), japanischer Schauspieler
- Kōsuke Yamamoto (* 1989), japanischer Fußballspieler
- Yamamoto Kyūjin (1900–1986), japanischer Maler

### M
- Maika Yamamoto (* 1997),  japanische Schauspielerin und Model
- Masa Yamamoto (* 1965), japanischer Baseballspieler
- Masaharu Yamamoto (* 2000), japanischer Biathlet und Skilangläufer
- Masahiko Yamamoto (* 1956), japanischer Eisschnellläufer
- Masahito Yamamoto (* 1978), japanischer Rugby-Union-Spieler
- Masaki Yamamoto (* 1987), japanischer Fußballspieler
- Masakuni Yamamoto (* 1958), japanischer Fußballspieler und -trainer
- Masamichi Yamamoto (* 1978), japanischer Radrennfahrer
- Masaya Yamamoto (* 1991), japanischer Fußballspieler
- Mayumi Yamamoto (Eisschnellläuferin) (* 1971), japanische Eisschnellläuferin
- Mayumi Yamamoto (Tennisspielerin) (* 1982), japanische Tennisspielerin
- Mayumi Yamamoto (Schauspielerin) (* 1984), japanische Schauspielerin
- Michiko Yamamoto (* 1936), japanische Schriftstellerin
- Mika Yamamoto (1967–2012), japanische Journalistin
- Mirai Yamamoto (* 1974), japanische Schauspielerin
- Motoi Yamamoto (* 1966), japanischer Künstler

### N
- Naofumi Yamamoto (* 1977), japanischer Wrestler, siehe Yoshi Tatsu
- Naoki Yamamoto (* 1960), japanischer Mangaka
- Naoki Yamamoto (Rennfahrer) (* 1988), japanischer Automobilrennfahrer
- Naotaka Yamamoto, japanischer Astronom und Asteroidenentdecker
- Nizō Yamamoto (1953–2023),  japanischer künstlerischer Leiter, Hintergrundzeichner und Regisseur
- Nobuhiro Yamamoto (* 1977), japanischer Dartspieler
- Norimichi Yamamoto (* 1995), japanischer Fußballspieler

### O
- Ōta Yamamoto (* 2004), japanischer Fußballspieler

### R
- Ren Yamamoto (Fußballspieler, 1997) (* 1997), japanischer Fußballspieler
- Ren Yamamoto (Fußballspieler, 1999) (* 1999), japanischer Fußballspieler
- Rihito Yamamoto (* 2001), japanischer Fußballspieler
- Riken Yamamoto (* 1945), japanischer Architekt
- Yamamoto Ryōkichi (1871–1942), japanischer Philosoph und Pädagoge
- Ryōma Yamamoto (* 1995), japanischer Dreispringer
- Ryōsuke Yamamoto (Triathlet) (* 1979), japanischer Triathlet
- Ryōsuke Yamamoto (Schauspieler) (* 1995), japanischer Schauspieler
- Ryōta Yamamoto (* 1997), japanischer Nordischer Kombinierer
- Ryōtarō Yamamoto (* 1998), japanischer Fußballspieler
- Ryūhei Yamamoto (* 2000), japanischer Fußballspieler

### S
- Yamamoto Sadako (* 1915), japanische Speerwerferin
- Sakon Yamamoto (* 1982), japanischer Automobilrennfahrer
- Sanae Yamamoto, Pseudonym von Yamamoto Zenjirō (1898–1981), japanischer Filmregisseur und -produzent
- Sanae Yamamoto, Ehename von Sanae Takaichi (* 1961), japanische Politikerin
- Yamamoto Sanehiko (1885–1952), japanischer Publizist und Politiker
- Yamamoto Satsuo (1910–1983), japanischer Regisseur
- Sayo Yamamoto (* 1977), japanische Regisseurin
- Seiko Yamamoto (* 1980), japanische Ringerin
- Seito Yamamoto (* 1992), japanischer Stabhochspringer
- Yamamoto Senji (1889–1929), japanischer Politiker
- Shigetarō Yamamoto (1948–2014), japanischer Politiker
- Shizuka Yamamoto (* 1975), japanische Badmintonspielerin
- Shōhei Yamamoto (* 1982), japanischer Fußballspieler
- Yamamoto Shōun (1903–1967), japanischer Ukiyoe-Künstler
- Yamamoto Shūgorō (1870–1965), japanischer Schriftsteller
- Shun Yamamoto (Nordischer Kombinierer) (* 1988), japanischer Nordischer Kombinierer
- Shun Yamamoto (Radsportler) (* 1992), japanischer Radsportler
- Yamamoto Shunkyo (1872–1933), japanischer Maler
- Shunsuke Yamamoto (* 1999), japanischer Fußballspieler
- Shūto Yamamoto (* 1985), japanischer Fußballspieler
- Sōbi Yamamoto (* 1990), japanische Animatorin, Regisseurin und Drehbuchautorin
- Sōji Yamamoto (1928–2013), japanischer Jurist und Richter
- Sōta Yamamoto (* 2000), japanischer Eiskunstläufer

### T
- Takashi Yamamoto (* 1978), japanischer Schwimmer
- Takuya Yamamoto (* 1986), japanischer Fußballspieler
- Yamamoto Tamesaburō (1893–1966), japanischer Unternehmer
- Tarō Yamamoto (* 1974), japanischer Schauspieler, Politiker und Anti-Atomkraft-Aktivist
- Yamamoto Tarō (Dichter) (1925–1988), japanischer Dichter
- Yamamoto Tatsuo (1856–1947), japanischer Politiker
- Yamamoto Tatsurō (1910–2001), japanischer Historiker
- Yamamoto Teijirō (1870–1937), japanischer Agronom, Unternehmer und Politiker
- Teruhisa Yamamoto (* 1981), japanischer Fernseh- und Filmproduzent
- Tomio Yamamoto (1928–1995), japanischer Politiker
- Toshikatsu Yamamoto (* 1929), japanischer Arzt
- Yamamoto Toyoichi (1899–1987), japanischer Bildhauer
- Yamamoto Tsunetomo (1659–1719), japanischer Samurai und Autor
- Tsuyoshi Yamamoto (* 1948), japanischer Jazzmusiker

### Y
- Yamamoto Yasue (1906–1993), japanische Schauspielerin
- Yōji Yamamoto (* 1943), japanischer Modedesigner
- Yoshihisa Yamamoto (* 1950), japanischer Physiker, Elektroingenieur und Hochschullehrer
- Yoshiki Yamamoto (* 1994), japanischer Fußballspieler
- Yoshiko Yamamoto (* 1970), japanische Marathonläuferin
- Yoshinobu Yamamoto (* 1998), japanischer Baseballspieler
- Yōsuke Yamamoto (* 1960), japanischer Judoka
- Yūdai Yamamoto (* 1983), japanischer Fußballschiedsrichter
- Yūji Yamamoto (* 1952), japanischer Politiker
- Yūki Yamamoto (* 1997), japanischer Fußballspieler
- Yuma Yamamoto (* 2000), japanische Langstreckenläuferin
- Yūsuke Yamamoto (* um 1970), japanischer Musiker (Perkussion, Vibraphon, Schlagzeug)
- Yūya Yamamoto (* 2001), japanischer Nordischer Kombinierer
- Yamamoto Yūzō (1887–1974), japanischer Schriftsteller und Sprachreformer
- Yuzuki Yamamoto (* 2002), japanische Fußballspielerin